# ストールストックホルムス・ロカールトラフィークX10p形電車
ストールストックホルムス・ロカールトラフィークX10p形電車（ストールストックホルムス・ロカールトラフィークX10pがた電車）は、スウェーデン・ストックホルム北部を走る電化軽便鉄道・ロスラグスバナンの電車（電動制御車）。付随車のUBp形、制御車のUBxp形と共に使用されている。

## 概要
1970年代にストールストックホルムス・ロカールトラフィーク（SL）に運営が移管されたロスラグスバナンでは20世紀初頭に製造された電車や電気機関車、客車が現役で使用されており、老朽化が問題となっていた。そこでそれらの車両の置換用に1987年に発注を行い、翌1988年から1995年にかけて導入された車両がX10p形である。車体はスウェーデンのABBが、電気機器はドイツのAEGが製造を担当した。
1988年から先に付随車であるUBp形の導入が始まり、X10p形やUBxp形の導入が始まった1990年までは電気機関車に牽引される客車として使用された。以降はX10p形 + UBp形 + UBxp形による3両編成が組まれ、1995年に全旧型車両の置換が完了した。運行時には3両編成1本のほか、2本を連結した列車も設定されている。
2011年から2013年にかけて全車両のリニューアル工事が行われ、X10p形の電子機器の更新が実施された。またバリアフリーに対応すべくUBp形の車体中央が低床化され乗降扉が増設された他、視覚障害者でも位置が分かりやすくなるよう編成内の全車両の乗降扉が白く塗られている。

## 今後の予定
2017年4月25日、ロスラグスバナンはスイスのシュタッドラー・レールが製造する新型電車・X15p形を導入する事を発表した。これに伴い、X10p形は2022年から2024年までに全車とも置き換えられる予定となっている。

## ギャラリー

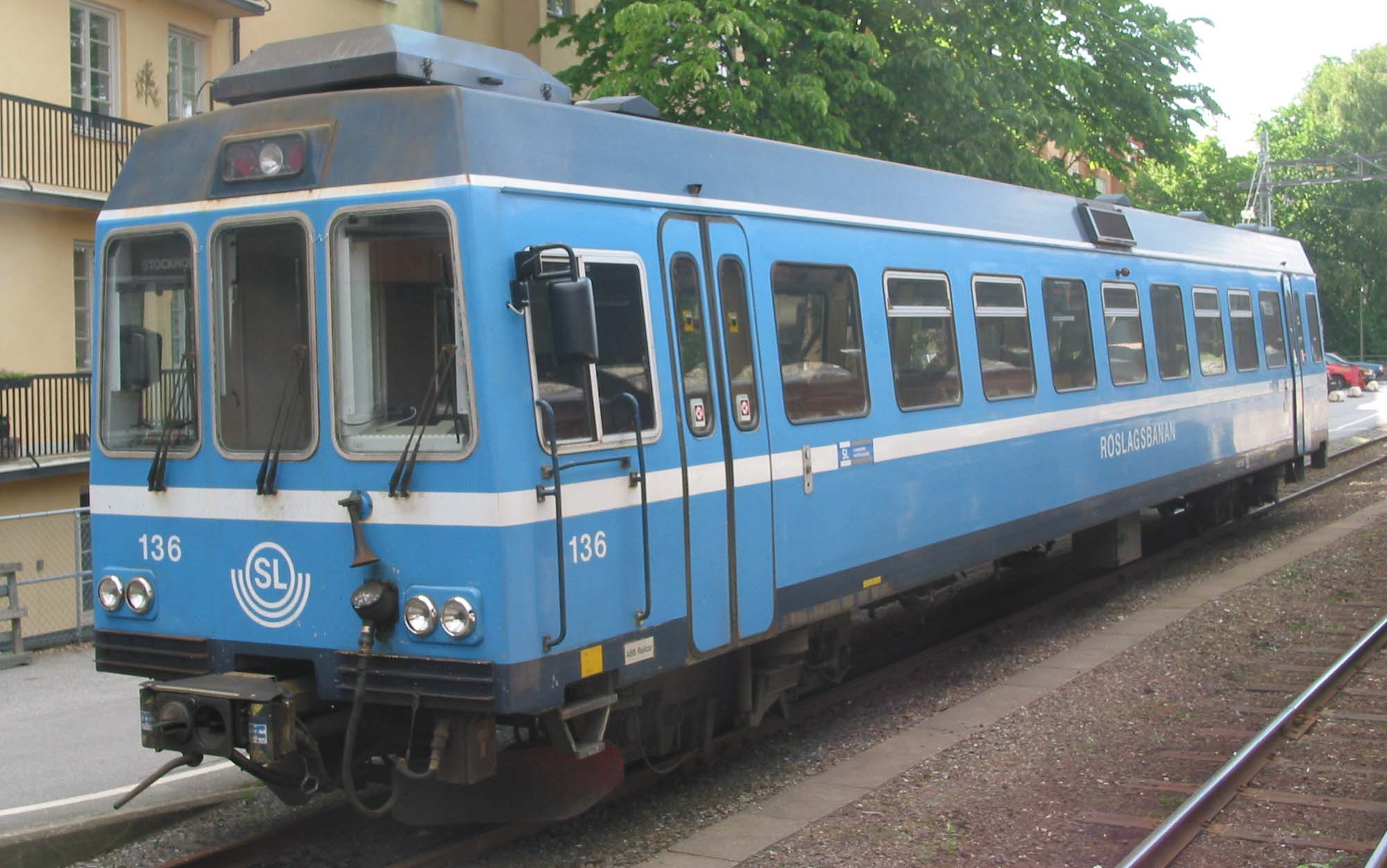
UBxp形（リニューアル前）
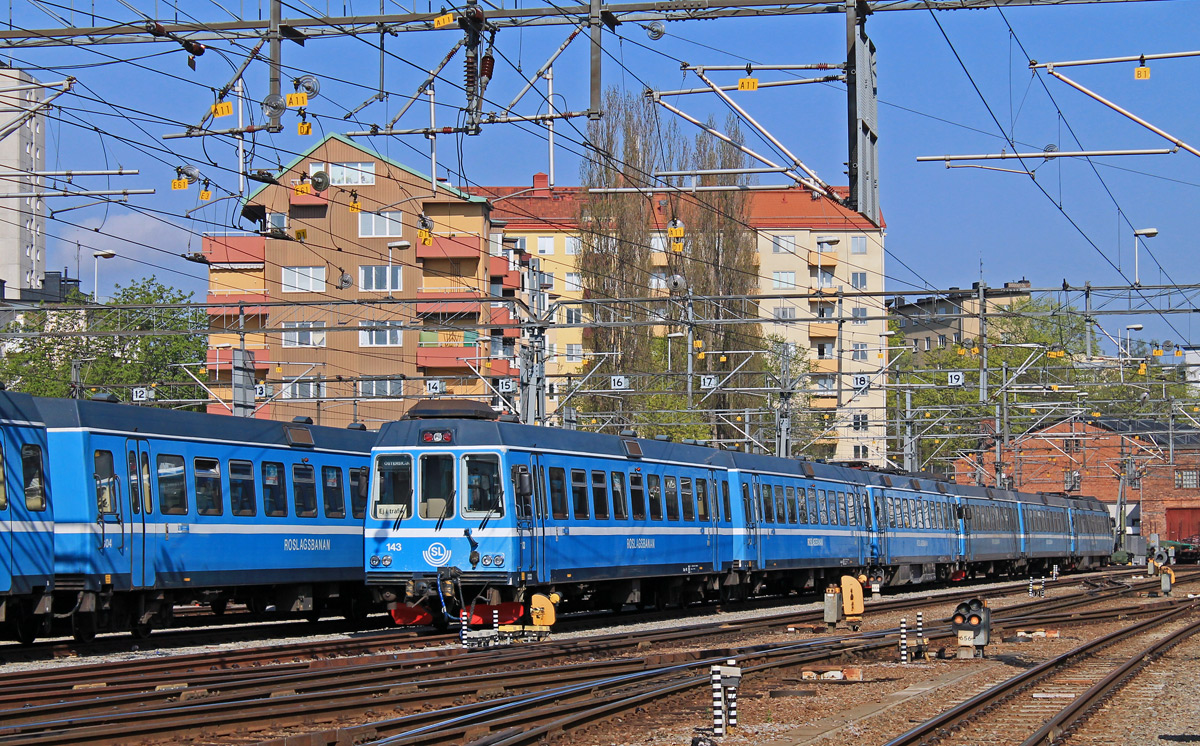
6両編成を組む列車（リニューアル前）
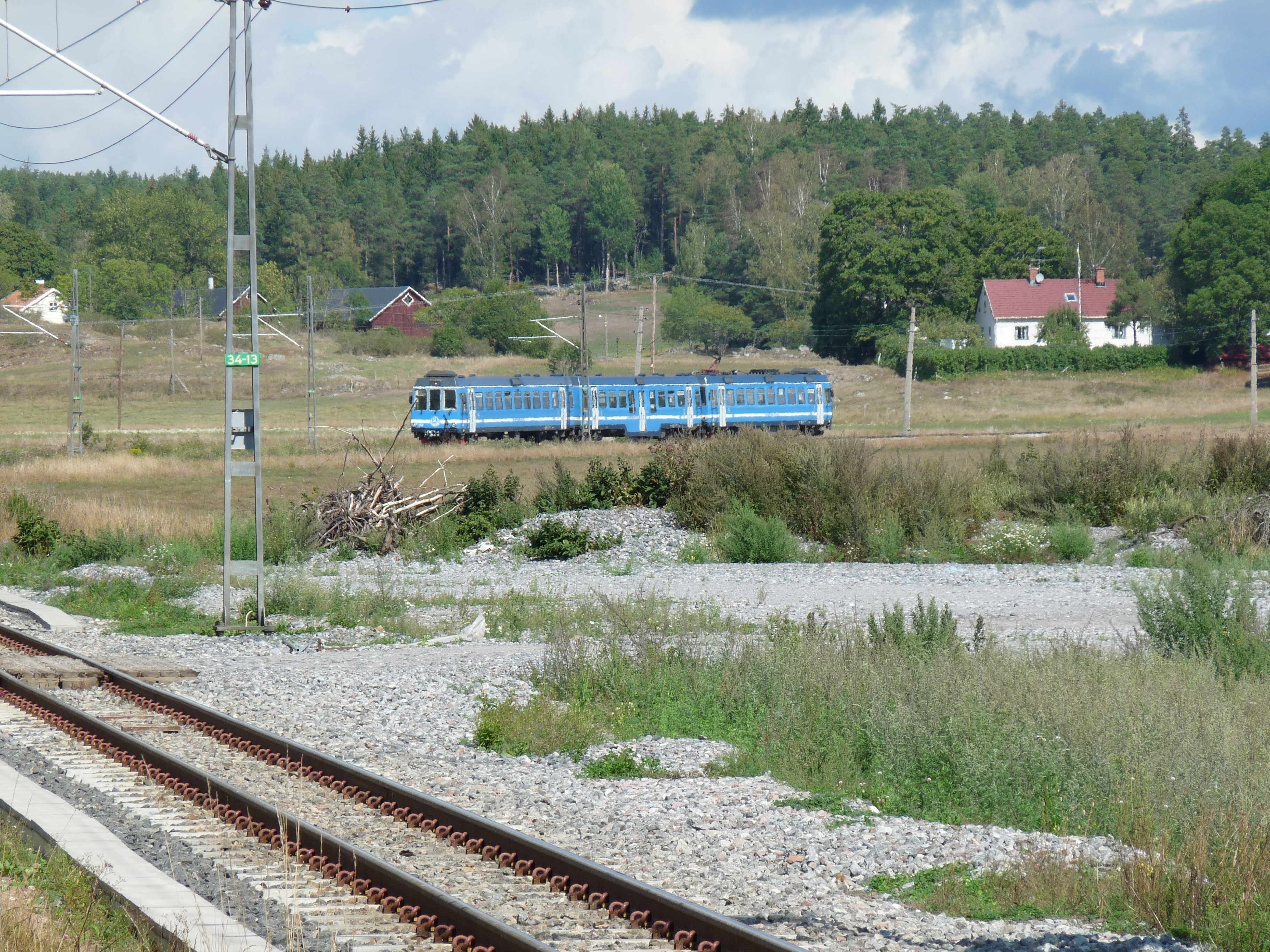
リニューアル工事後の編成
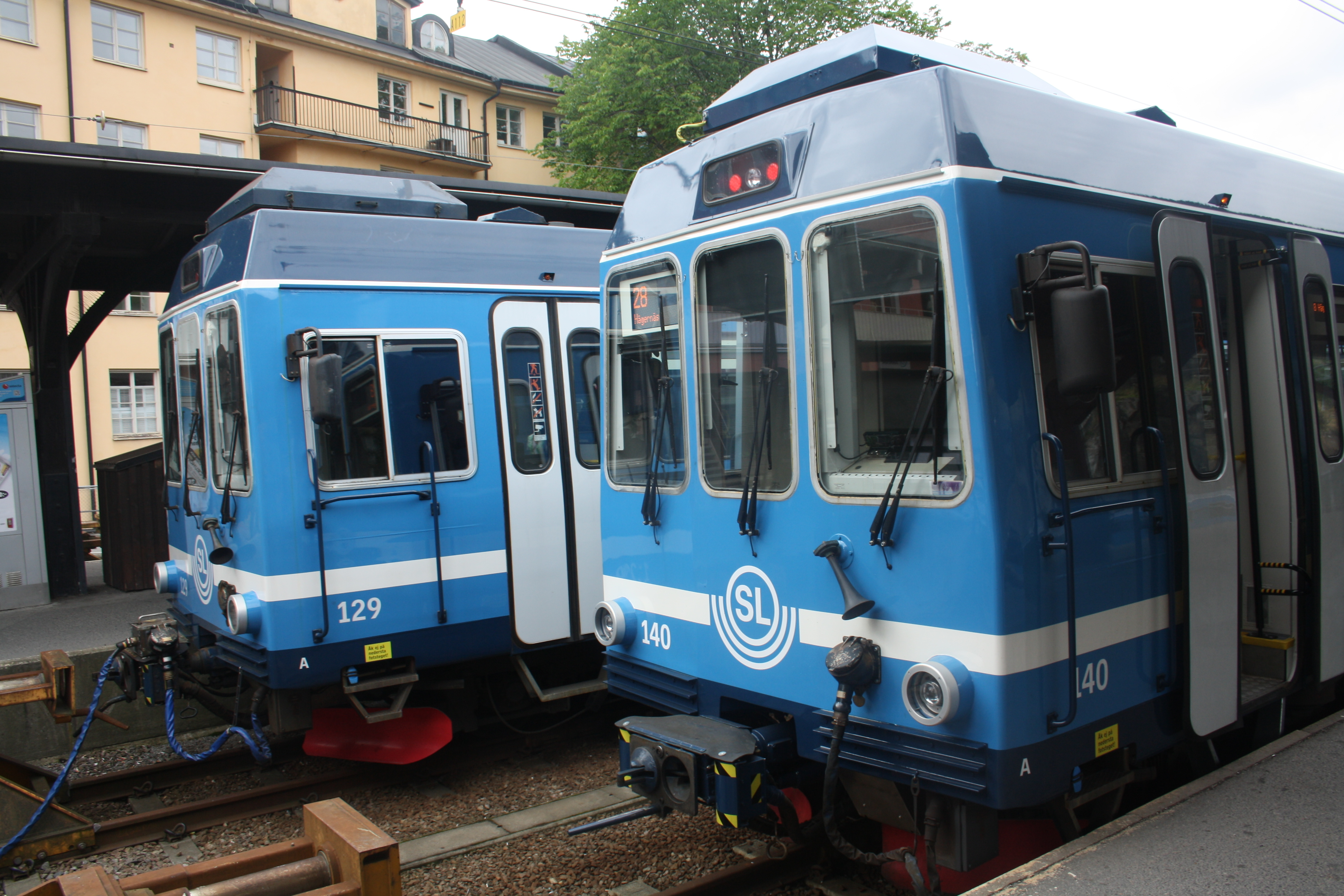
リニューアル後は車体白帯の位置が低くなっている
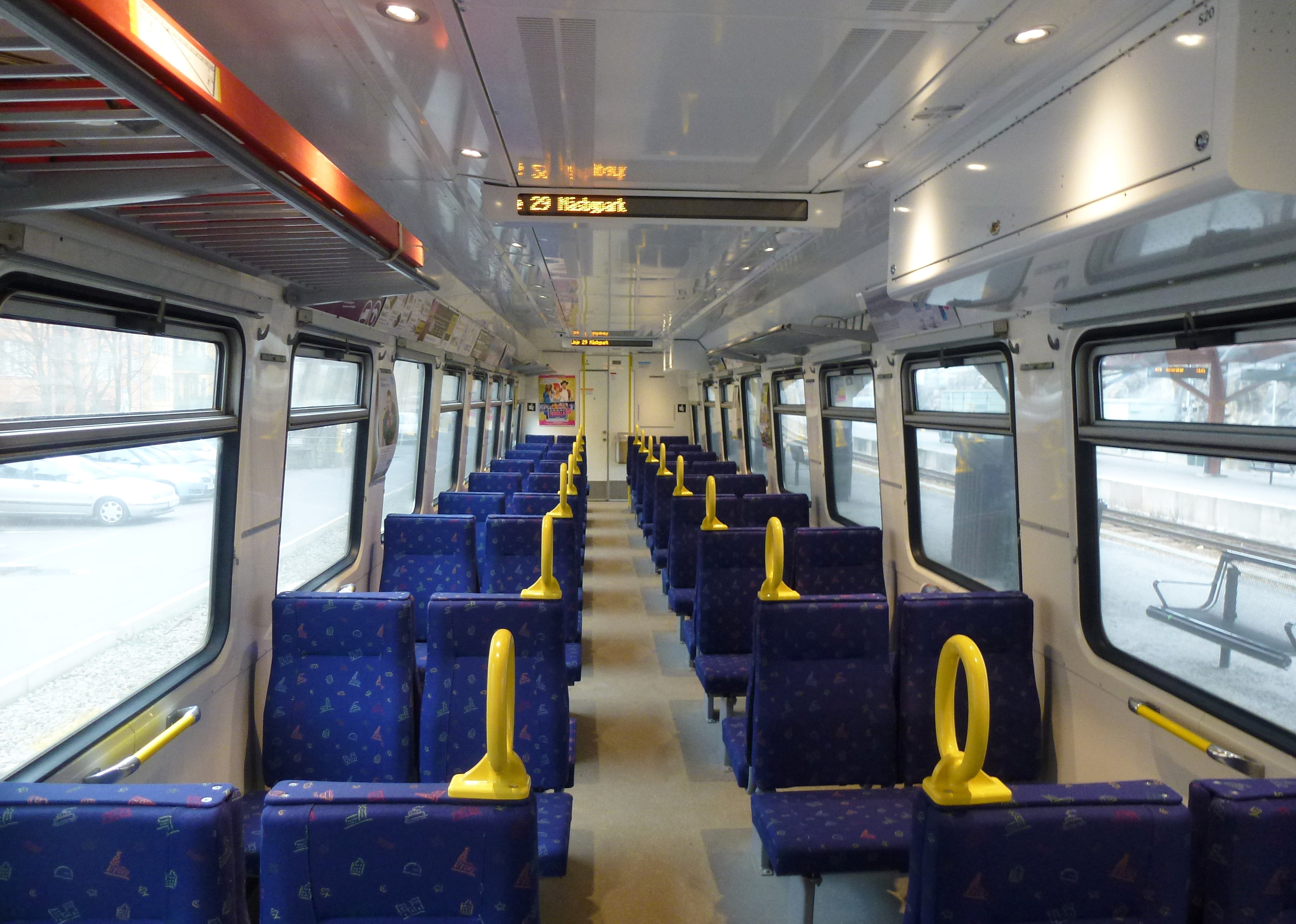
車内（リニューアル後）
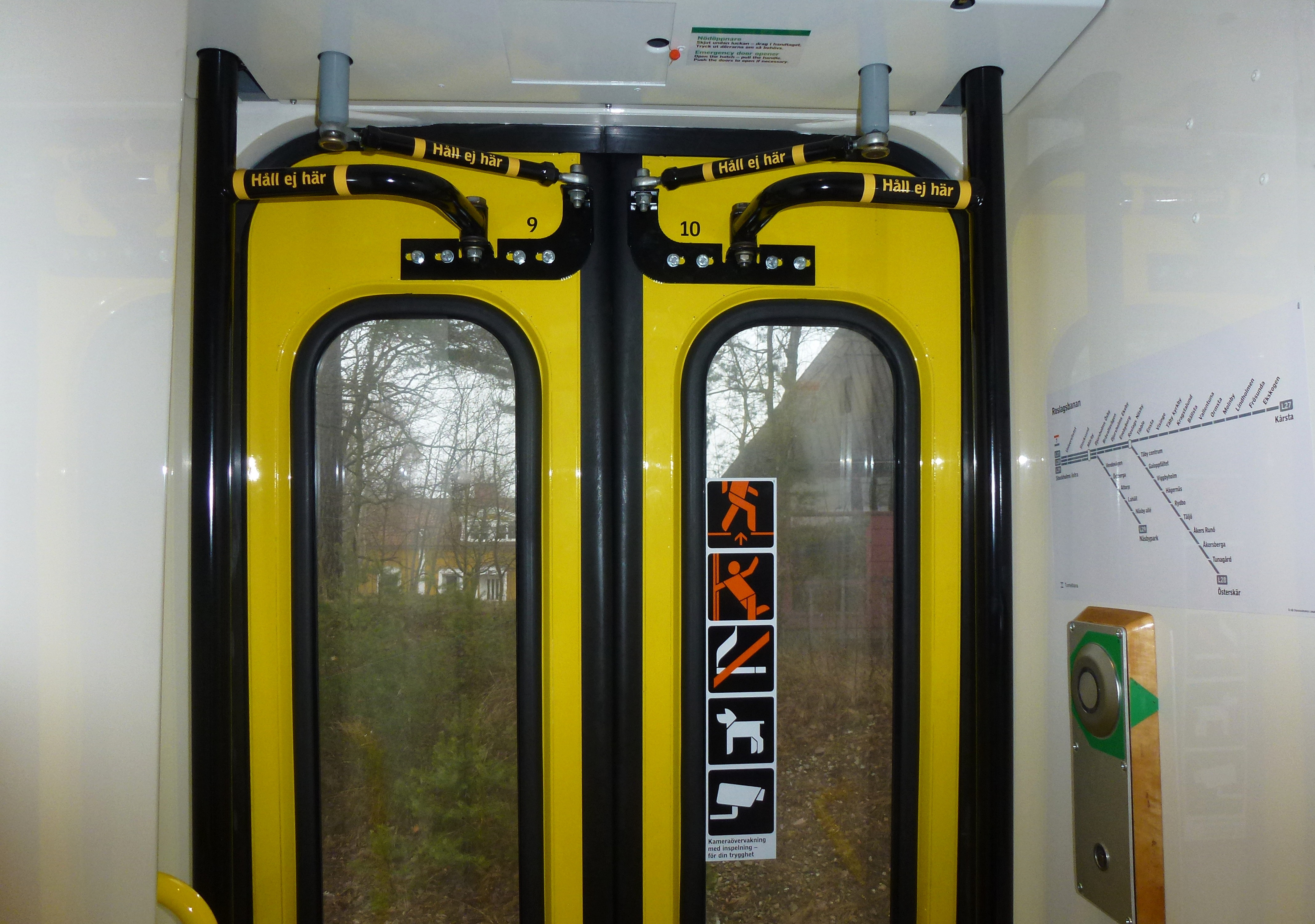
車内から見た乗降扉（リニューアル後）

## 参考資料
- John McKey (2016). Nordic Railways - Rolling Stock Recognition Guide 2015. Bonbytes Publishing. ASIN B00P2SJWC2

- Zhan Ouyang (2014年). “Investigation of Causes for Wheel Squeal on Roslagsbanan in Stockholm” (PDF).  Stockholm:  KMH Engineering Sciences. 2019年3月20日閲覧。

- Anders Carlesson (1989-2). Västervikingen, nr 2 1989. Tjustbygdens Järnvägsförening